# Snaps

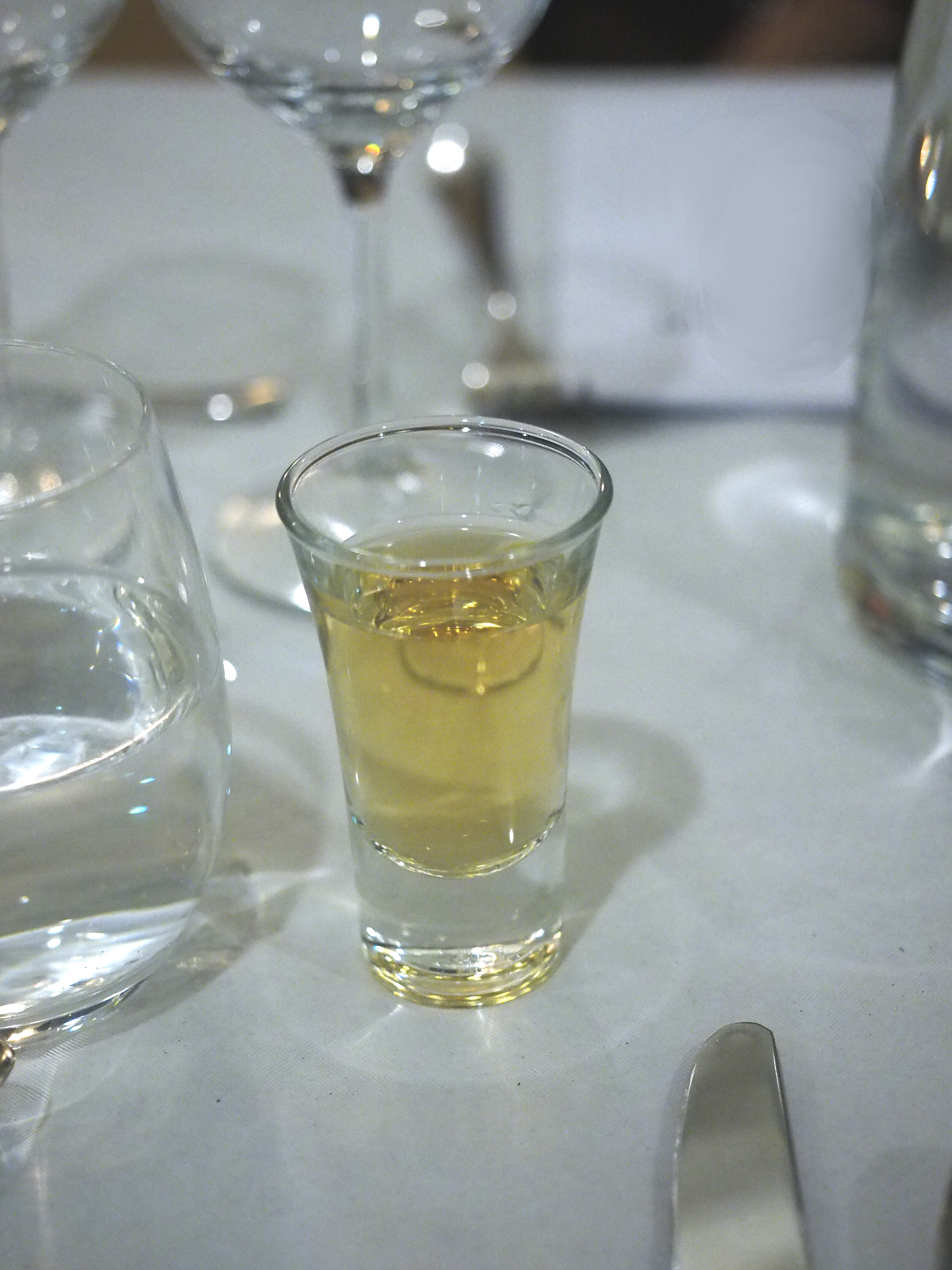
En snaps.

Snaps, sup eller nubbe, med flera (hutt, hojt, stänkare, lite starkt etc), är en mindre kvantitet brännvin eller annan spritdryck (typ konjak), vanligen så mycket som bildar en munfull (en större klunk) lagom nog att förtäras (drickas) i ett svep (med en handrörelse).
Dryckesmåttet härrör från germansk dryckeskultur och dricks traditionellt i samband med umgänge eller måltid, ofta förknippat med särskilda dryckesvisor, kallade snapsvisor. Snapsen serveras traditionellt i snapsglas som är avsedda för ändamålet.

## Begreppet snaps

### Etymologi
Snaps och dess besläktade ord härrör etymologiskt från samma rot som ”snäpp” och ”snappa” (med flera), ursprungligen en interjektion angivande plötsligt inträdande hastig rörelse, möjligen hänvisade till hur snaps ofta förtärs i knyck (bakåtryck), samt ger nästintill omedelbart rus (alkoholpåverkan). Kognat är bland annat engelska: snap.
Historiska stavningar inkluderar även schnaps, schnapps och snapps.

### Användning

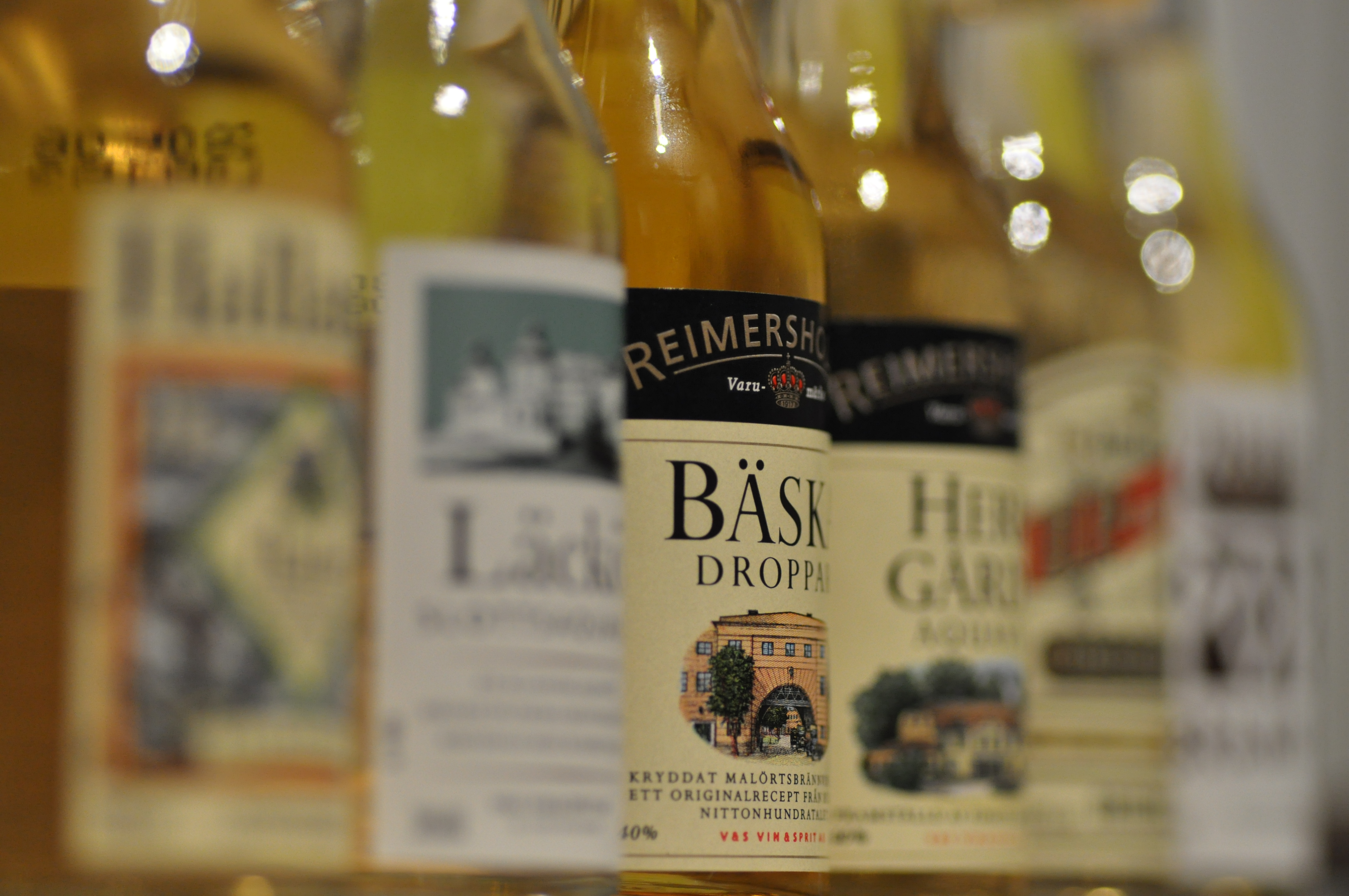
Svenska snapsflaskor.

Ordet snaps används inom alla nordiska länder (finska: snapsi) utom Island, samt i tysktalande länder som Schnaps (även Schnapps) i samma eller liknande betydelse, vilket både kan avse det kulturella dryckesmåttet samt de starkt associerade dryckerna, brännvin, akvavit och liknande spritdryck.
Snapstraditionen går tillbaka till åtminstone 1600-talet i Sverige, med stark koppling till brännvinets historia. Dess kraftiga utbredning och popularitet i Norden har gett upphov till att spritdrycker populära hos snapsar även kallas snaps synonymt. Till exempel är snaps enligt Systembolaget ett annat namn för kryddat brännvin.
Inom svensk luftfart har snaps även brukats för begrepp om direkt bränsleinsprutning, vilket innebär att små volymer flygbränsle eller dito, så kallat snapsbränsle, sprutas in i cylindrarna på flygkolvmotorer, genom en så kallad snapspump, för direktverkande effekt, i likhet med hur snapsdrycker ger nästintill omedelbart rus (alkoholpåverkan).

## Beskrivning
Snapsen är enligt svensk tradition en viss mindre kvantitet (ofta kryddat) brännvin eller dylik spritdryck, traditionellt så mycket som bildar en munfull eller klunk, vilken helst serveras i ett litet glas passande för ändamålet. Sådana brukar vara ändamålsbyggda glas, kallade snapsglas (se avsnitt), men ibland används även shotglas och dito. Det särskilda dryckesmåttet ”snaps” inbegriper ofta både drycken och glaset.
Den lilla volymen är bland annat avsedd för att snapsen skall kunna svepas, det vill säga inmundigas (drickas) fullständigt med en handrörelse (botten upp), vilket främst görs med ett karaktäristisk bakåtryck (knyck) med huvudet för att snabbt få ner spriten så denna ej bränner strupen, ej olikt den engelskstammande "shotten", men jämte denna tillåts även snapsen att drickas i flera klunkar, vanligen omkring 2–3, vilket även görs med knyck för att undkomma brännan. Oavsett svep eller klunkar är det vanligt att först provsmaka snapsen med en smutt (liten klunk) för att se om drycken är god.
Snaps dricks traditionellt i umgänge, vanligen till mat som aperitif (inledande dricka, "aptitsup"), palettrensare (starkdricka) eller starkare findricka, etc, och görs vanligen i samband med högtider och festligheter, exempelvis midsommar, födelsedagar, kräftskiva och vidare. I samband med snapsdrickande i grupp är det även vanligt att sjunga en så kallad snapsvisa, vilket följs av en skål. Det är även vanligt med olika dryckeslekar och roliga fraser, se till exempel snapsens ordningsföljd. Därtill är snapsen en av de alkoholhaltiga dryckesmedium med flest synonymer, binamn och hyponymer i hela Norden (se avsnittet: Lista över snapsens binamn), vissa mer regionala än andra, vilka ofta återges genom något skämtsamt påtryckande fraser, exempelvis: Får det va en liten stänkare? = ”Får jag erbjuda en snaps?”, även självironiskt: Må man ha en liten stänkare? = ”Får/Ska jag ta mig en snaps?”.

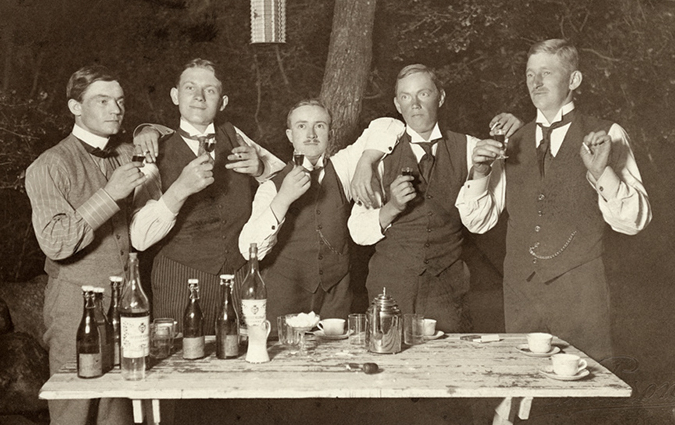
Fem män höjer sina snapsglas, tidigt 1900-tal.
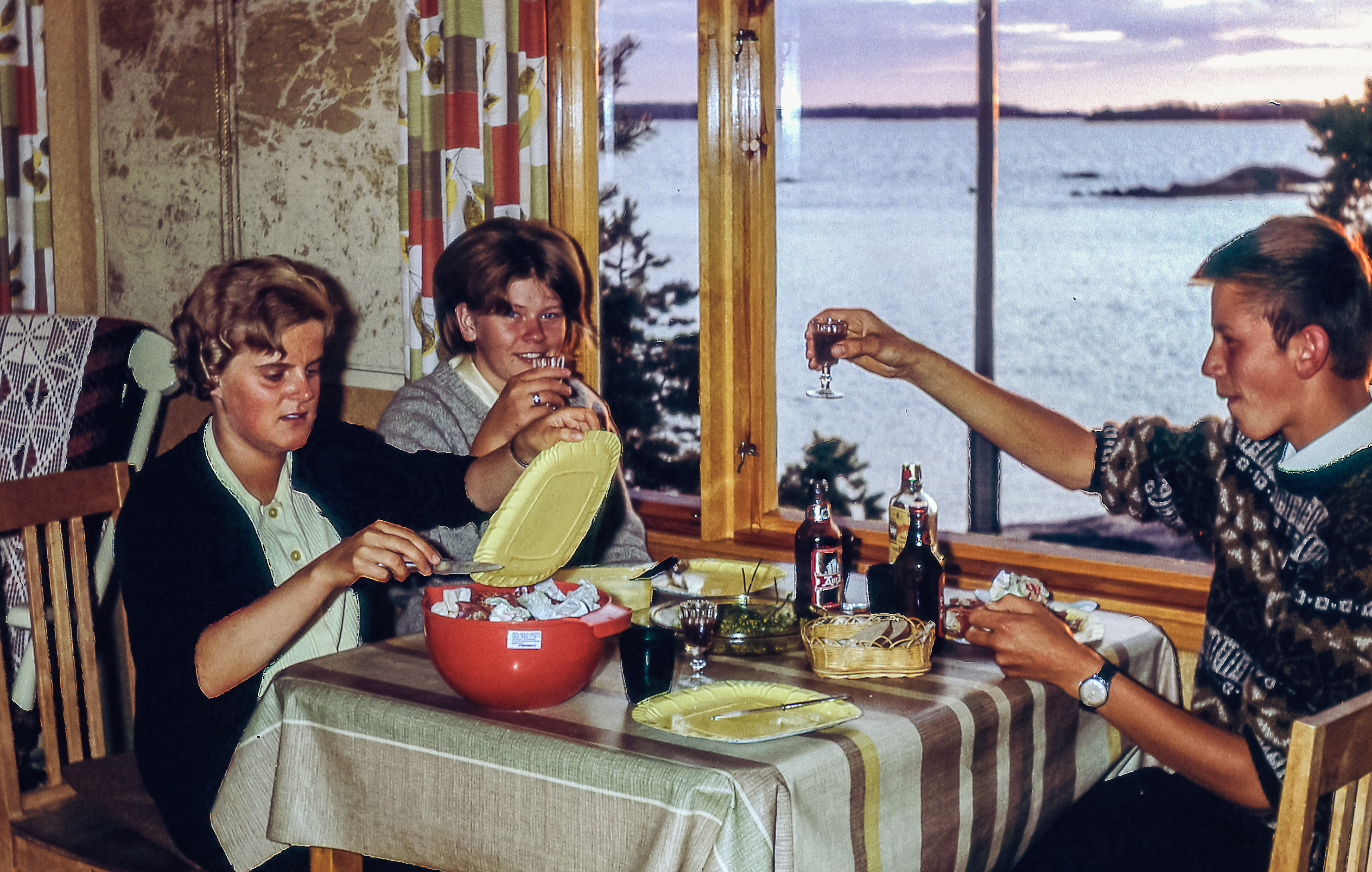
Finlandssvensk kräftskiva med snaps, 1960-tal.
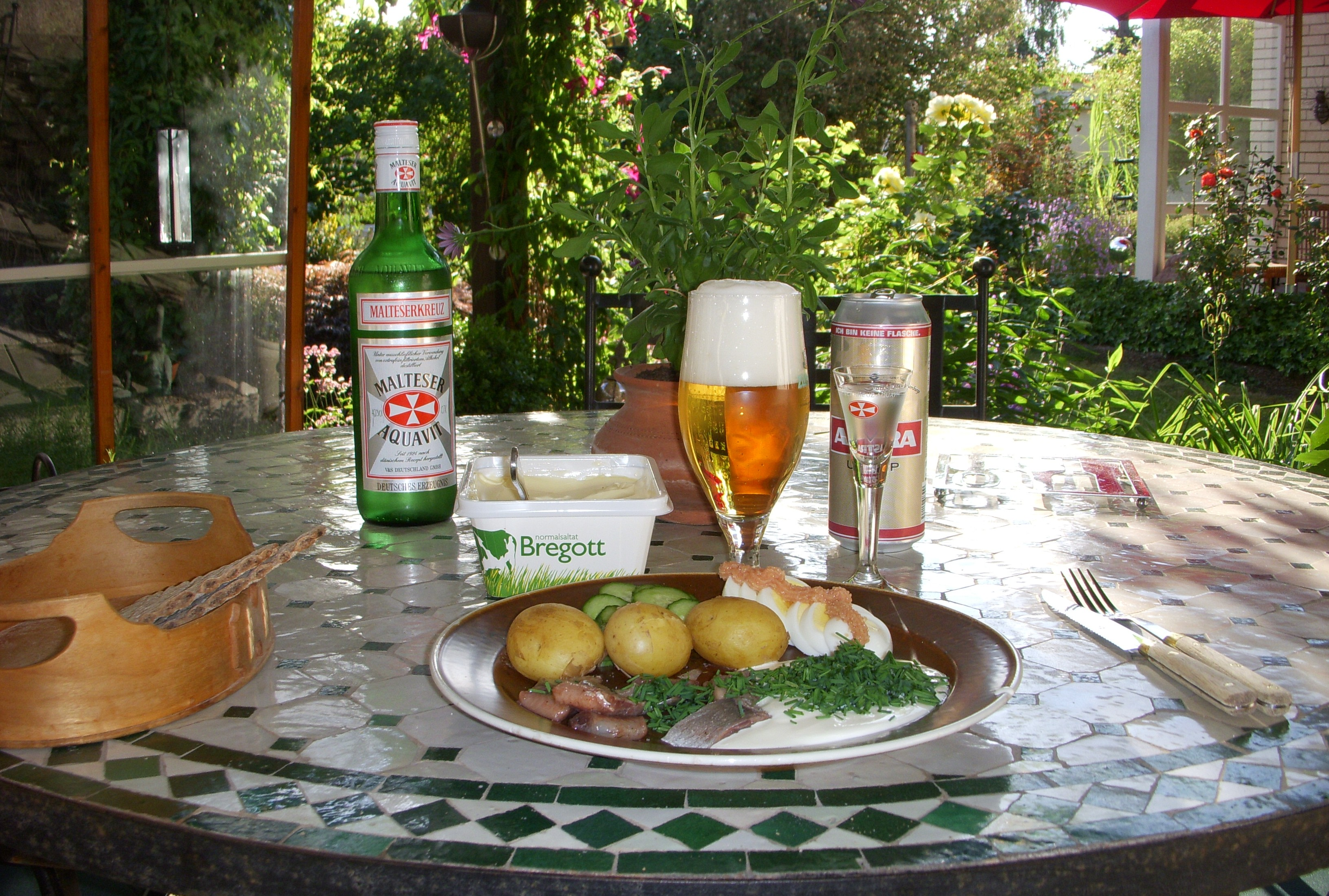
Svensk midsommarmiddag med snaps jämte öl.

### Volym
Ett tidigare vanligt mått för snaps var en jungfru, motsvarande 8,2 cl, vilken försvann efter omkring 1850. Ett namn för denna volym förekommer i form av kronsup, vilket avsåg en stor sup av brännvin om 1/4 kvarter eller 8,175 cl. Kronsup nämns i Fredmans epistel n:o 17 av Carl Michael Bellman: "Klinga Buteljer, Min kronsup jag sväljer, Gutår!"
I mitten på 1900-talet var en standardsnaps på restaurang 7,5 cl. Två sådana innebar 15 cl, och därmed var "ransonen" enligt dåtidens alkohollagstiftning uppnådd. När lagstiftningen senare ändrades i och med motbokssystemets avskaffande 1955 blev standardmåttet 6 cl för en restaurangsnaps.

### Snapsglas
Snapsglas, nubbeglas, brännvinsglas och andra glas med liknande benämningar är särskilda glas för snapsdrickande och rymmer en snaps. Utformningen varierar och materialet är till exempel glas, keramik och tenn. En klassisk särskild modell kallas spetsglas och är trattformig med ben och fot och rymmer i modern tid vanligen omkring 6 centiliter.

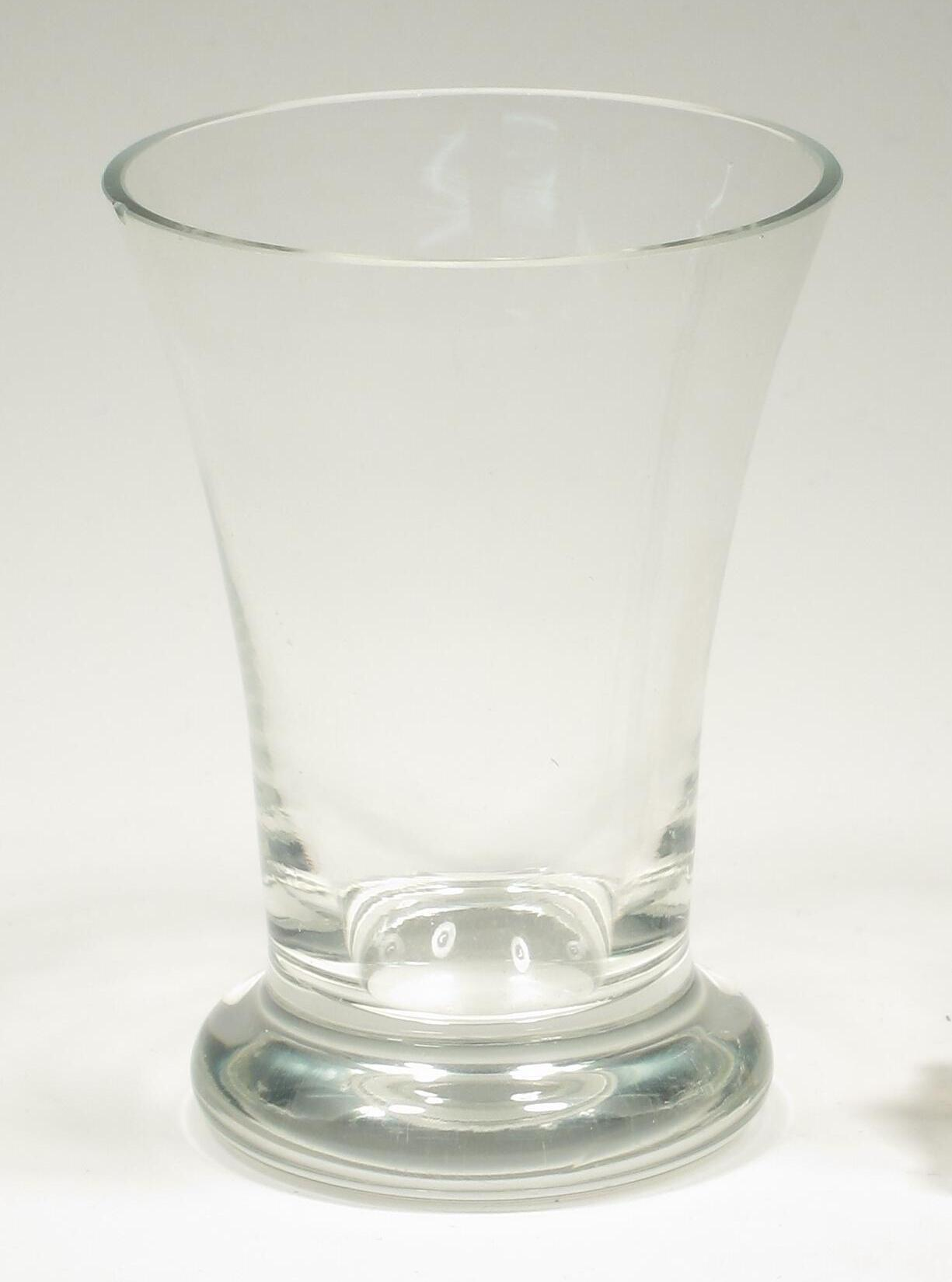
Snapsglas med liten fot.
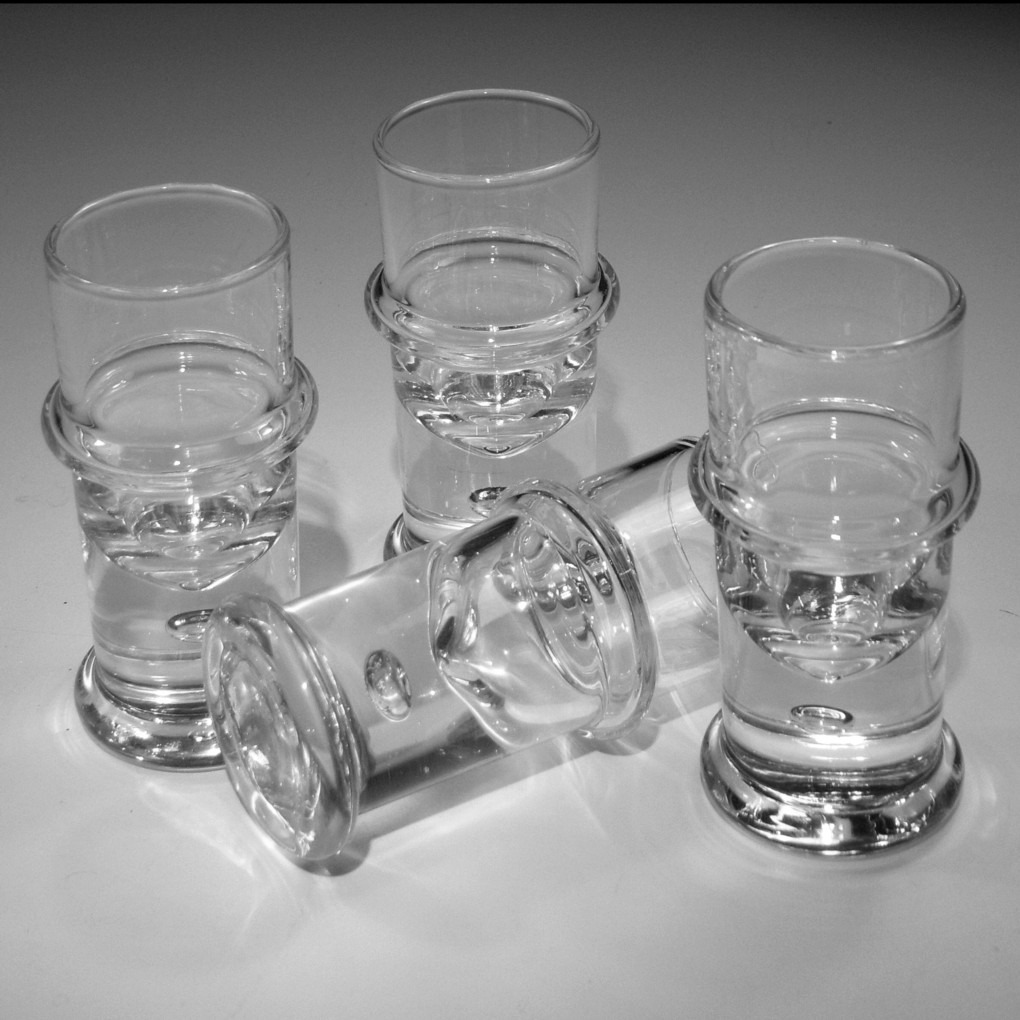
Cylindriska snapsglas med utstående rand och basfläns.
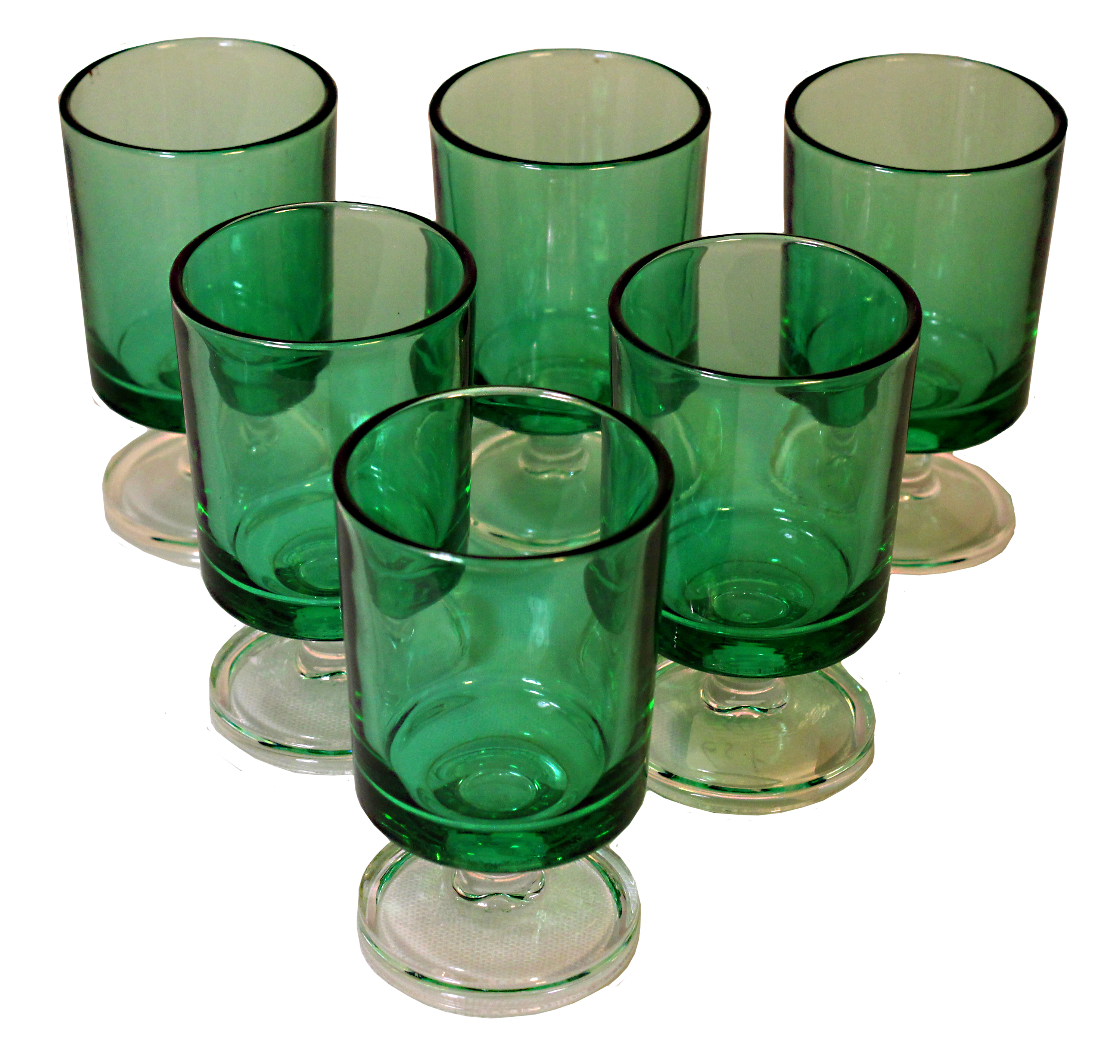
Cylindriska snapsglas med ben och fot.
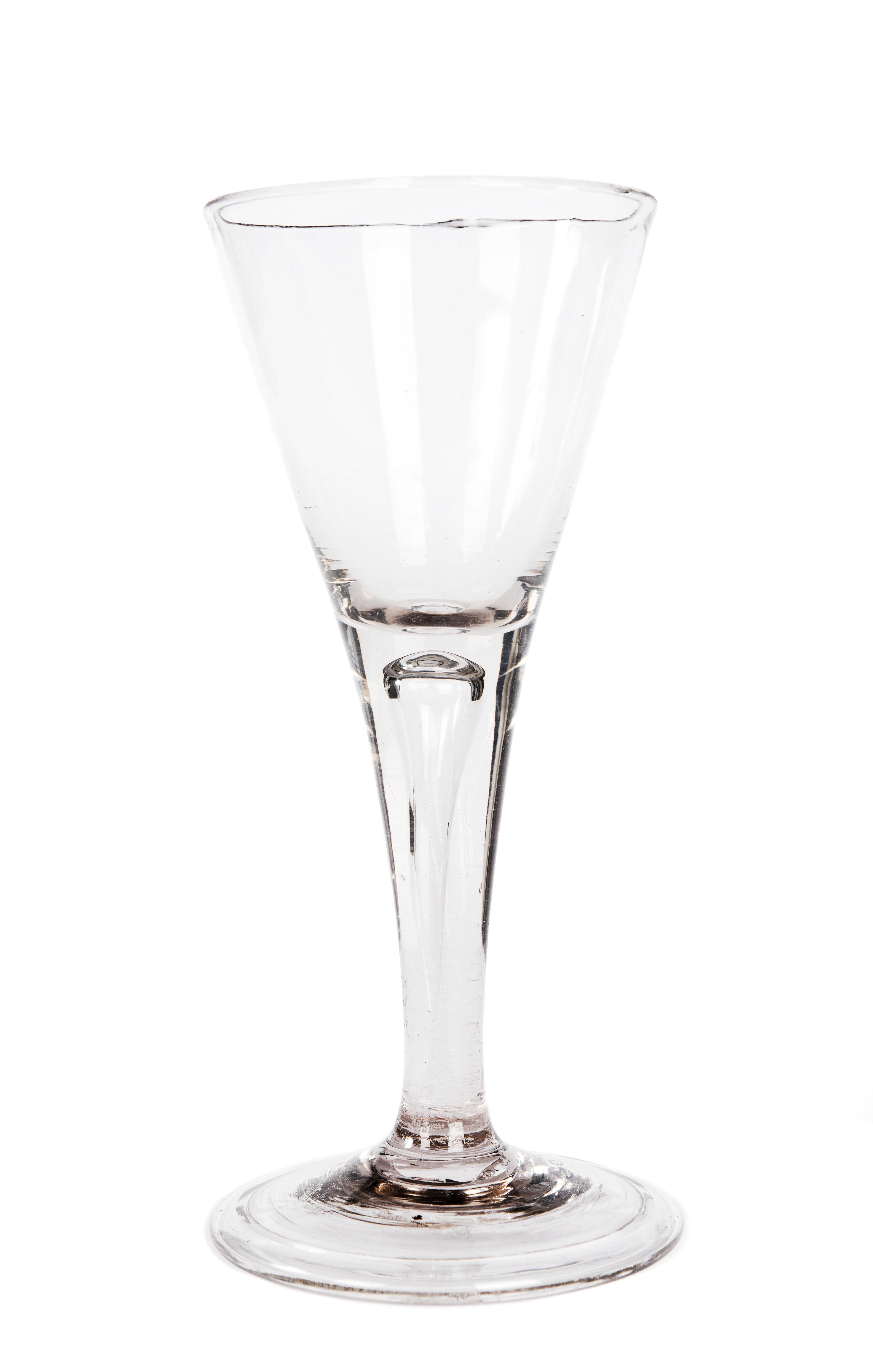
Spetsglas.

## Snapsens ordningsföljd
Traditionellt ges snapsar namn efter den ordningsföljd de serveras i. Den mest kända av dessa namn är Helan, den första snapsen, kanske främst genom snapsvisan Helan går, och Halvan, den andra snapsen. Historiskt har dock funnits en lista om hela 17 olika snapsar att inta under kvällens gång. Variationer på listan förekommer, även om namnen på de olika snapsarna i stort överensstämmer med varandra skiftar ordningen. Att utnyttja namn på snapsar med hög ordningsföljd torde framför allt förekomma i studentikosa sammanhang. Den lista som återges nedan torde kunna anses representativ för tiden kring sekelskiftet 1900. Någon "officiellt fastställd lista" existerar inte.
Supordning enligt gammal tradition går enligt följande
1. Helan
2. Halvan
3. Tersen ("Knäppen")
4. Kvarten
5. Kvinten
6. Sexten
7. Septen ("Finsk-sexan")
8. Rivan ("Rifvan")
9. Räfflan
10. Rännan ("Repetitionen")
11. Smuttan
12. Smuttans unge
13. Lilla Manasse
14. Lilla Manasses broder
15. Femton droppar
16. Kreaturens (åter)uppståndelse
17. Professorns klagan (Absolut sista supen)
18. Ett evigt liv (Den bleka dödens dryck)

Det sägs att det endast fanns helan och halvan till en början och enligt traditionen fick de sina namn redan på 1700-talet, då det var vanligt att männen vid inmundigande av brännvinsbordet tog två supar, varvid glaset första gången fylldes till brädden, andra gången till hälften. De följande snapsnamnen "tersen", "kvarten" o.s.v. kom till först på 1800-talet, sannolikt i studentlivet, och utan någon ytterligare halvering av volymen.
Enligt vissa sångböcker från Kungliga Maskinsektionen på Kungliga Tekniska högskolan finns 29 namnade supar, men enbart 18 av dessa går att lägga upp i någon ordentlig ordningsföljd, medan andra är bekräftade synonymer. Till exempel är 'Knäppen' synonym med 'Tersen', alltså tredje supen. Tre stycken är så kallade mellanbindare och två stycken är toddar (sprit eller vin utblandat med sockerlösning).

## Binamn

### Pilleknarkare
En pilleknarkare är en sup, där förledet "pille" har släktskap med det danska 'lille' som i en "lille en" (en liten en). Nu skulle det allt smaka med en liten pilliknarkare. Ursprungligen fanns pilleknarkare med i den ordningsföljd som man gav olika supar, det vill säga helan, halvan etcetera.

### Blecka (bläcka) och järn
På 1800-talet var suparna större än vad som numera är vanligt. Det syns bland annat på storleken på antika snapsglas. Ett standardmått på 1800-talets sup var 1 jungfru (jomfru), cirka 8,2 centiliter. Ett jungfrumått utgjordes av en bleckburk i form av en stympad kon, som snapsen, bleckan, uppmättes i. En sup så stor som en blecka har även kallats kronsup.
Materialet i bleckplåt är järn vilket har givit upphov till nybildningen att ta sig ett järn.

### Lille en och lilling
Det svenska humorprogrammet Nöjesmassakern (1985) hade en sketch kallad 'Preben & Preben', i vilken Sven Melander och Åke Cato spelade två danska kockar som vid åtskilliga tillfällen tog sig supar, varvid de uttalar sig ”ska vi ta en lille en” samt ”man må ha en lille en” och i slutet ”nej, nu tar vi en stor en”, då med dansk brytning. Den grova brytningen har gjort att många missuppfattat lille en som förvrängningen lilling, vilket spridits vidare av programmets popularitet.
Sedan dess förekommer skämtet i den svenska dryckeskulturen under inlevande återberättad form, där en av de deltagande snapstagarna, innan eller under upphällning, utbrister ”ska vi ta en lilling” eller dylikt, främst med dansk brytning, vilket senare i festligheterna följs av ”vi tar en stor-en” (förvrängt till ”schto-en”).

## Lista över snapsens binamn
Lista över synonymer, smeknamn och varianter till snaps i alfabetisk ordning:

- aptitsup – sup som förtäres (vid måltidens början) exempelvis för att reta eller stärka aptiten[10]
- aperitif – bildligt
- aptitretare – bildligt
- avskedsknäpp – sup inför avsked[11]
- blecka – av bleckplåt[8]
- bläcka – stavningsvariant till blecka[8]
- djäkel – skämtsamt skällsord då spritdryck kan bränna till i strupen
- dragnagel[12]
- dram[13]
- dramm – stavningsvariant till dram[13]
- droppe – ”en liten droppe”[14]
- fulsup – samma som gök[15]
- fågelsup – samma som gök[15]
- färdknäpp – synonymt färdsup
- färdsup – sup före avfärd
- geting
- gynter
- gök – sup tidigt på morgonen (innan frukost) för att icke bli gökdårad (förhäxad av gökurets läte)[15][16]
- hojt – populariserat av Pistvakt (TV-serie), torde komma av hojta (ropa ”hoj”)[17] följande knyck
- hutt – belagt sedan 1932, jämför dialektalt hutt (”liten häftig stöt, knyck, ryckning; liten hjälp”)[18][19]
- jamare
- jäkel – stavningsvariant till djäkel
- järn – ”ta sig ett järn”, då snapsglas bland annat görs i metall
- klar – ”ta sig en klar”, avseende klarhet hos drycken eller ironi till berusningen
- kläm
- klämtare
- knaber
- knäpp – ”ta sig en knäpp”, hänvisandes knyck
- konjagare – av konjak
- kristall – av kristallglas
- kronsup – stor sup om 8,175 centiliter
- krök – ”ta sig en krök”
- körare
- lille en – liten sup per dansk tradition
- lilling – förvrängning av ovan
- magborstare
- morgonsup – sup på morgonen för att vakna till
- nubbe
- pilleknarkare
- pinne – till whiskypinne
- prisma – av kristallglas
- pärla
- rackabajsare
- redare
- redig en – ”ta sig en redig en”
- shot – bildligt till shot (dryck)
- slät – sup utan tilltugg
- spolare
- stark – ”ta sig en stark”
- starkpepparsup – svartpepparkryddat brännvin
- starkt – ”vi tar lite starkt”
- styrketår – mindre mängd av stimulerande dryck
- stänkare
- sup
- sängfösare
- tröstare
- tuting
- tår – ”ta sig en tår”, då brännvin bränner i strupen och kan ge tårar
- tår på tand
- viskypinne – stavningsvariant till whiskypinne[20]
- whiskypinne – snaps på whisky[21]